# 亨斯托克-考兹维尔积分
在数学中，亨斯托克-考兹维尔积分（英語：Henstock–Kurzweil integral，也称为卢津积分、 佩龙积分，有时为了和广义当茹瓦积分区别而称为当茹瓦积分）是黎曼积分的一种推广，有些情况下比勒贝格积分更加宽泛。
亨斯托克-考兹维尔积分最早是由二十世纪初法国数学家阿尔诺·当茹瓦引进的。当茹瓦在研究形似：
{\displaystyle f(x)={\frac {1}{x}}\sin \left({\frac {1}{x^{3}}}\right).}
的函数的时候，希望能够为它们定义积分。这种函数往往在某一点附近无法定义黎曼积分，但是用类似极限定义的 ε − δ 方法又能够定义出类似黎曼积分的极限。
为了给这类函数定义积分，当茹瓦将黎曼不可积的点分为若干种情形，分别用超限归纳法来定义积分。这样的定义繁复冗长。 尼古拉·卢津使用类似绝对连续的方式给出了另一种等价定义；奥斯卡·佩龙也给出了一种等价的定义，但这个等价关系并不显然。
1957年，捷克数学家雅罗斯拉夫·考兹维尔给出了一种比较优雅的定义，和黎曼积分的定义比较相似。考兹维尔称之为“刻度积分”（Gauge Integral）。而拉尔夫·亨斯托克则发展并完善了这种积分理论。基于这两位数学家的贡献，现今一般将这种积分称为亨斯托克-考兹维尔积分。由于考兹维尔的定义和黎曼积分的定义同样简洁，有的数学教育者认为可以在教学中用亨斯托克-考兹维尔积分代替黎曼积分，但这个主张并未被广泛采纳。

## 定义
这里只给出亨斯托克的定义：

### 区间分割与刻度
给定一个取样分割P：{\displaystyle a=u_{0}<u_{1}<\cdots <u_{n}=b,\ \ t_{i}\in [u_{i-1},u_{i}]}和一个正函数{\displaystyle \delta \colon [a,b]\to (0,\infty )\,}（所谓的“刻度”），如果
{\displaystyle \forall i,\,\ \ t_{i}-\delta (t_{i})<u_{i-1}\leq t_{i}\leq u_{i}<t_{i}+\delta (t_{i}).}
就称这个分割是一个δ-精细分割。

### 黎曼和
对一个在闭区间{\displaystyle [a,b]}有定义的实值函数{\displaystyle f}，{\displaystyle f}关于取样分割P：{\displaystyle x_{0},\ldots ,x_{n}} 、{\displaystyle t_{0},\ldots ,t_{n-1}}的黎曼和定义为以下和式：
{\displaystyle \sum _{i=0}^{n-1}f(t_{i})(x_{i+1}-x_{i})}
和式中的每一项是子区间长度{\displaystyle x_{i+1}-x_{i}}与在{\displaystyle t_{i}}处的函数值{\displaystyle f(t_{i})}的乘积。直观地说，就是以标记点{\displaystyle t_{i}}上的函数值{\displaystyle f(t_{i})}到X轴的距离为高，以分割的子区间为长的矩形的面积。

### 亨斯托克-考兹维尔积分
{\displaystyle S}是函数{\displaystyle f}在闭区间{\displaystyle [a,b]}上的亨斯托克-考兹维尔积分，当且仅当对于任意的{\displaystyle \epsilon >0}，都存在刻度函数{\displaystyle \delta }，使得对于任意的取样分割P：{\displaystyle x_{0},\ldots ,x_{n}}、{\displaystyle t_{0},\ldots ,t_{n-1}}，只要P是δ-精细分割，就有：
{\displaystyle \left|\sum _{i=0}^{n-1}f(t_{i})(x_{i+1}-x_{i})-S\right|<\epsilon .\,}
从定义中可以看出，亨斯托克-考兹维尔积分比黎曼积分更加注重区间上的取样。黎曼积分中，只将分割的小区间的最大长度作为精细度的标准。亨斯托克-考兹维尔积分的定义中引入“刻度”函数，并将取样值和刻度函数联系起来，定义分割的精细程度。如果将刻度函数δ设定为常值函数，那么亨斯托克-考兹维尔积分就退化为黎曼积分。

### δ-精细分割的存在性
如果对某些刻度函数δ，δ-精细分割不存在，那么定义中“只要P是δ-精细分割，就有”一句就会变成一个前件全真的判断，从而失去应有的意义。Cousin定理说明，对任意的刻度函数δ，必定存在δ-精细分割，杜绝了亨斯托克-考兹维尔积分定义逻辑上可能存在的瑕疵。

### 积分的唯一性
为了能够良好地定义积分，亨斯托克-考兹维尔积分的定义中的S必须是唯一存在的，同一个函数在同一个区间上不能有两个不同的积分值。可以证明，亨斯托克-考兹维尔积分如果存在就必定是唯一的。这说明亨斯托克-考兹维尔积分是良好定义的。